# Röster i radio (radioprogram)
Röster i radio var ett humorprogram i Sveriges Radio P3 som sändes mellan våren 1996 och hösten 1998. Programmet skapades av Kajsa Ingemarsson och Hasse Pihl (programledare), Mikael Syrén (reporter), Lasse Sundholm (imitatör) och Mats Grimberg (musikproducent). Bland medarbetarna fanns också Fredrik Lindström, Anders Ferm, Ika Nord och Lars Göran Persson. Flera olika figurer skapades genom detta program och flera individer imiterades och parodierades. 
1998 gav Sveriges Radio ut en dubbel-CD Röster i radio. På ena skivan fanns sketcher och sånger från programmet, på den andra den typiska blandning av soul, funk, jazz och rare groove som musikproducenten Mats Grimberg valt till programmen genom åren.

## Figurer från programmet

### Bengt García Marquez
Bengt García Marquez dyker upp här och var i världshistorien, och har då alltid skrivit många bra böcker innan alla andra, men antingen blivit bestulen på sina manus, inte fått så höga försäljnings- eller läsarsiffror eller helt enkelt inte varit i tiden. Bengt är en påstådd halvbror till Gabriel García Marquez.

### Mula
Mula var programmets Studie- och yrkesvägledare. Som sådan var han rätt misslyckad, han fick alltid det han pratade om att dra iväg åt något snuskigt och perverst. Programledaren fick då försöka korrigera det inträffade. Figuren gav ett lätt förståndshandikappat intryck. Mula spelades av Anders Ferm.

### Lasse Kinch
I radioprogrammet fanns, liksom i programmet Radiohuset, inslaget Veckans rekordförsök med Lasse Kinch där sportjournalisten Kinch spelades av imitatören Lasse Sundholm, assisterad av Hasse Pihl. Lasse försöker ständigt slå en mängd säregna världsrekord, oftast med katastrofala resultat. 
Ett urval av sketcherna gavs 1997 ut på CD-skivan Rekordförsök!.

### Carita
Carita är en naiv och drömmande kvinna som helst vill bli ridlärare. Hon spelades av Kajsa Ingemarsson.